# 爨寶子
爨寶子（384年—405年），东晋爨氏首领，字宝子，是建宁郡同乐县（今云南省陆良县）人。
爨寶子由宁州主薄、治中、别驾举秀才，为振威将军、建宁太守。405年，爨寶子逝世，年二十三岁。
关于爨宝子的文字记载，现存《晋故振威将军建宁太守爨府君墓碑》，又称爨寶子碑、小爨碑。该碑于1778年出土，与爨龍顏碑（大爨碑）并称“二爨碑”。